# أنجلينا فيرجينيا فينكلر
أنجلينا فيرجينيا فينكلر (بالإنجليزية: Angelina Virginia Winkler)‏ هي صحفية وكاتِبة أمريكية، ولدت في يونيو 1842 في ريتشموند في الولايات المتحدة، وتوفيت في 4 مايو 1911.